# Eucalyptus trivalvis
Eucalyptus trivalvis är en myrtenväxtart som beskrevs av William Faris Blakely. Eucalyptus trivalvis ingår i släktet Eucalyptus och familjen myrtenväxter. Inga underarter finns listade i Catalogue of Life.